# Championnats d'Europe d'aviron 2007
Navigation
Édition précédente Édition 2008
Les championnats d’Europe d'aviron 2007, la 1re édition depuis leur rétablissement décidé en mai 2006 et après une absence de 33 années, se tiennent du 21 au 23 septembre 2007.  
Le lac Malta, à Poznań, est le cadre des quatorze courses, huit pour les hommes et six pour les femmes, organisées sur une distance de 2 000 m et correspondant aux quatorze catégories de bateaux du programme olympique, remportées par onze nations.
Les rameurs tchèques obtiennent trois titres (deux masculins et un féminin) et la République tchèque se classe à la 1re place du tableau des dix-huit pays médaillés. La Grèce, avec deux titres, une médaille d'argent et une de bronze, et l'Allemagne, un seul titre et deux médailles d'argent et deux de bronze, complètent le podium de ces championnats. 

## Tableau des médailles
| Rang  | Nation      | Or | Argent | Bronze | Total |
| ----- | ----------- | -- | ------ | ------ | ----- |
| 1     | Tchéquie    | 3  | 1      | 1      | 5     |
| 2     | Grèce       | 2  | 1      | 1      | 4     |
| 3     | Allemagne   | 1  | 2      | 2      | 5     |
| 4     | Italie      | 1  | 1      | 2      | 4     |
| 5     | Roumanie    | 1  | 1      | 1      | 3     |
| 5     | Russie      | 1  | 1      | 1      | 3     |
| 7     | Serbie      | 1  | 1      | 0      | 2     |
| 8     | Bulgarie    | 1  | 0      | 1      | 2     |
| 9     | Autriche    | 1  | 0      | 0      | 1     |
| 9     | Hongrie     | 1  | 0      | 0      | 1     |
| 9     | Ukraine     | 1  | 0      | 0      | 1     |
| 12    | Pologne     | 0  | 3      | 0      | 3     |
| 13    | Croatie     | 0  | 1      | 0      | 1     |
| 13    | Finlande    | 0  | 1      | 0      | 1     |
| 13    | Lituanie    | 0  | 1      | 0      | 1     |
| 16    | Biélorussie | 0  | 0      | 3      | 3     |
| 17    | Royaume-Uni | 0  | 0      | 1      | 1     |
| 17    | Suède       | 0  | 0      | 1      | 1     |
| TOTAL | TOTAL       | 14 | 14     | 14     | 42    |

## Podiums

### Hommes
| Épreuves                           | Or | Or            | Argent | Argent        | Bronze | Bronze        |
| ---------------------------------- | --- | ------------- | --- | ------------- | --- | ------------- |
| Skiff M1x                          | Ralph Kreibich | 7 min 08 s 35 | Mindaugas Griškonis | 7 min 09 s 68 | Aleksandar Aleksandrov | 7 min 10 s 94 |
| Deux de couple M2x                 | Grèce • Ioannis Tsamis • Ioánnis Chrístou | 6 min 28 s 78 | Croatie • Mario Vekić • Hrvoje Jurina | 6 min 30 s 25 | Allemagne • Eric Knittel • Tim Bartels | 6 min 30 s 70 |
| Deux de pointe M2-                 | Serbie • Goran Jagar • Nikola Stojić | 6 min 44 s 30 | Pologne • Piotr Hojka • Jarosław Godek | 6 min 46 s 35 | Italie • Giuseppe De Vita • Andrea Palmisano | 6 min 46 s 66 |
| Deux de couple poids légers LM2x   | Hongrie • Zsolt Hirling • Tamás Varga (en) | 6 min 36 s 99 | Grèce • Dimítrios Moúgios • Vasílios Polýmeros | 6 min 39 s 26 | Tchéquie • Jan Vetešník • Ondřej Vetešník | 6 min 45 s 75 |
| Quatre de couple M4x               | Russie • Nikita Morgachev • Aleksey Svirin • Aleksandr Kornilov • Nikael Bikua-Mfantse                                                                                | 5 min 56 s 06 | Italie • Luca Ghezzi • Federico Gattinoni • Simone Venier • Simone Raineri | 5 min 58 s 38 | Biélorussie • Valery Radzevich • Dzianis Mihal • Stanislau Shcharbachenia • Andrei Pliashkou                                                                                               | 6 min 01 s 79 |
| Quatre de pointe M4-               | Tchéquie • Michal Horváth • Jan Gruber • Milan Bruncvík Jr • Karel Neffe Jr                                                                                           | 6 min 10 s 38 | Allemagne • Fokke Beckmann • Richard Schmidt • Sebastian Schmidt • Kristof Wilke | 6 min 12 s 48 | Grèce • Georgios Tsiompanidis • Ioannis Tsilis • Georgios Tziallas • Pavlos Gavriilidis | 6 min 13 s 50 |
| Quatre de pointe poids légers LM4- | Italie • Jiri Vlcek • Catello Amarante • Salvatore Amitrano • Bruno Mascarenhas                                                                                       | 6 min 17 s 84 | Serbie • Veljko Urošević • Nenad Babović • Goran Nedeljković • Miloš Tomić | 6 min 20 s 49 | Russie • Ilya Ashchin • Aleksandr Savkin • Aleksandr Zyuzin • Sergey Bukreev | 6 min 23 s 01 |
| Huit M8+                           | Tchéquie • Jakub Zof • Jakub Friedberger • Václav Chalupa Jr • Jakub Makovička • Jan Schindler • Milan Doleček Jr • Jakub Hanák • Ondřej Synek • Oldřich Hejdušek (b) | 5 min 44 s 80 | Pologne • Michał Stawowski • Bogdan Zalewski • Sławomir Kruszkowski • Sebastian Kosiorek • Mikołaj Burda • Wojciech Gutorski • Piotr Buchalski • Rafał Hejmej • Daniel Trojanowski (b) | 5 min 47 s 93 | Biélorussie • Andrei Tatarchuk • Dzianis Yakubau • Aleh Maskaliou • Andrei Dzemyanenka • Yauheni Nosau • Aliaksandr Dzenavy • Vadzim Lialin • Aliaksandr Kazubouski • Piotr Piatrynich (b) | 5 min 48 s 83 |

### Femmes
| Épreuves                         | Or | Or            | Argent | Argent        | Bronze | Bronze        |
| -------------------------------- | --- | ------------- | --- | ------------- | --- | ------------- |
| Skiff W1x                        | Rumyana Neykova | 7 min 36 s 23 | Mirka Knapková | 7 min 39 s 46 | Frida Svensson | 7 min 49 s 29 |
| Deux de couple W2x               | Tchéquie • Gabriela Vařeková • Jitka Antošová | 7 min 12 s 99 | Finlande • Sanna Sten • Minna Nieminen | 7 min 14 s 68 | Biélorussie • Hanna Nakhayeva • Volha Berazniova | 7 min 17 s 58 |
| Deux de pointe W2-               | Allemagne • Lenka Wech • Maren Derlien | 7 min 18 s    | Russie • Vera Pochitaeva • Alevtina Podvyazkina | 7 min 30 s 90 | Roumanie • Adelina Cojocariu • Nicoleta Albu | 7 min 34 s 60 |
| Deux de couple poids légers LW2x | Grèce • Chrysi Biskitzi • Alexandra Tsiavou | 7 min 21 s 03 | Pologne • Magdalena Kemnitz • Iloną Mokronowską | 7 min 23 s 51 | Italie • Erika Bello • Laura Milani | 7 min 26 s 57 |
| Quatre de couple W4x             | Ukraine • Svitlana Spiryukhova • Nataliia Huba • Olena Olefirenko • Tetiana Kolesnikova                                                                             | 6 min 42 s 34 | Roumanie • Ionelia Neacşu • Enikő Barabás • Camelia Lupaşcu • Roxana Cogianu                                                                                                 | 6 min 47 s 50 | Allemagne • Sophie Dunsing • Julia Richter • Judith Aldinger • Lena Moebus                                                                                 | 6 min 47 s 64 |
| Huit W8+                         | Roumanie • Rodica Şerban • Viorica Susanu • Simona Muşat • Ana Maria Apachiţei • Aurica Bărăscu • Ioana Papuc • Georgeta Damian • Doina Ignat • Elena Georgescu (b) | 6 min 23 s 24 | Allemagne • Josephine Wartenberg • Marlene Sinnig • Sonja Ziegler • Katrin Reinert • Kerstin Naumann • Nadine Schmutzler • Nina Wengert • Silke Guenther • Annina Ruppel (b) | 6 min 27 s 87 | Royaume-Uni • Jo Cook • Lindsey Maguire • Alice Freeman • Rebecca Rowe • Viski Etiebet • Lauren Fisher • Anna McNuff • Vicky Myers • Rebecca Dowbiggin (b) | 6 min 32 s 58 |